# Vincenzo Sprovieri
Vincenzo Sprovieri (Acri, 20 febbraio 1823 – Acri, 15 gennaio 1895) è stato un avvocato, militare e politico italiano.

## Biografia
Fratello dell'eroe garibaldino Francesco Sprovieri. Patriota ed eroe garibaldino, seguì Garibaldi con i Mille.
Fu senatore del regno d'Italia dalla XII legislatura.
Intorno agli anni 1880 fu sindaco di Acri.